# Liste der Ortschaften in Minnesota

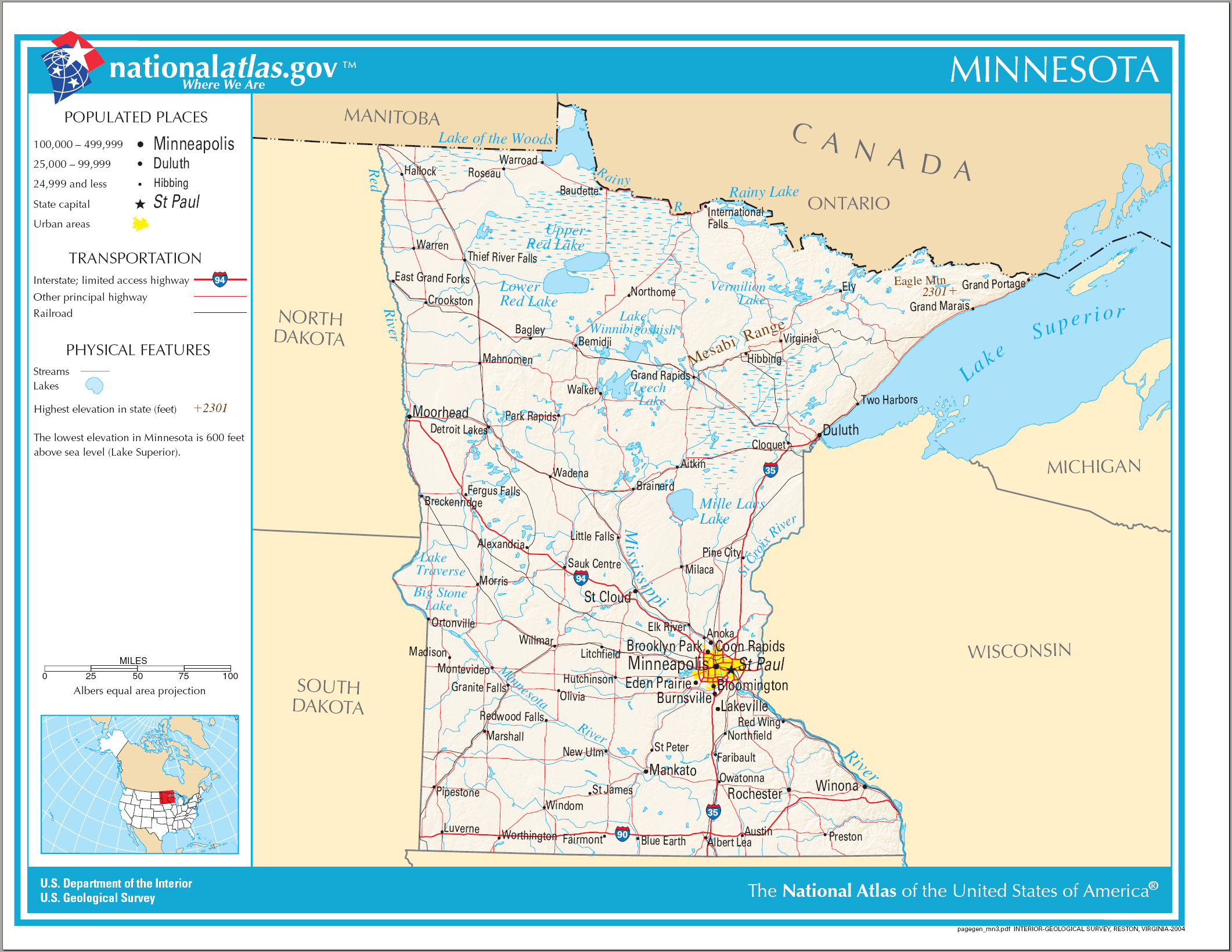
Karte von Minnesota

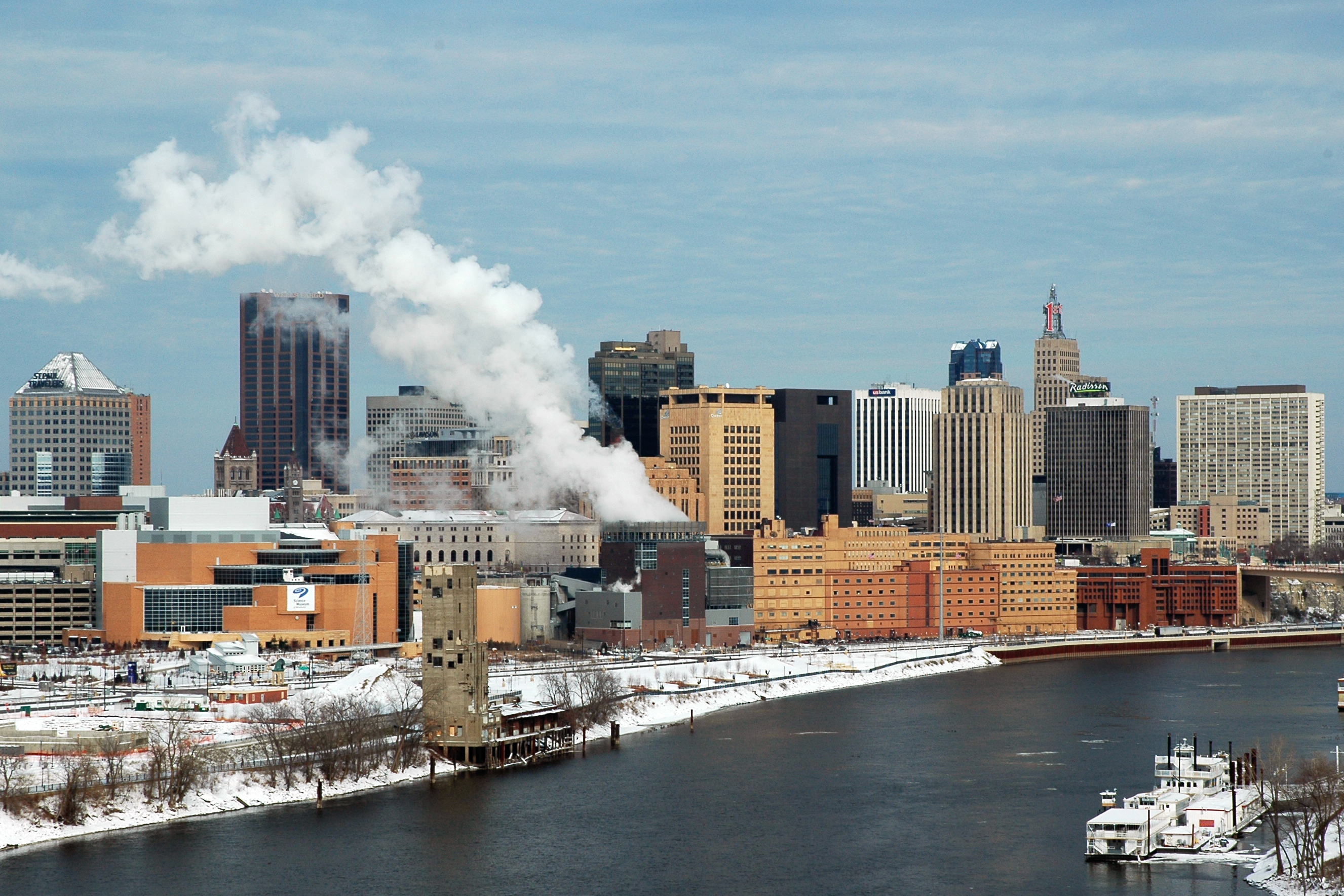
Minnesotas Hauptstadt Saint Paul

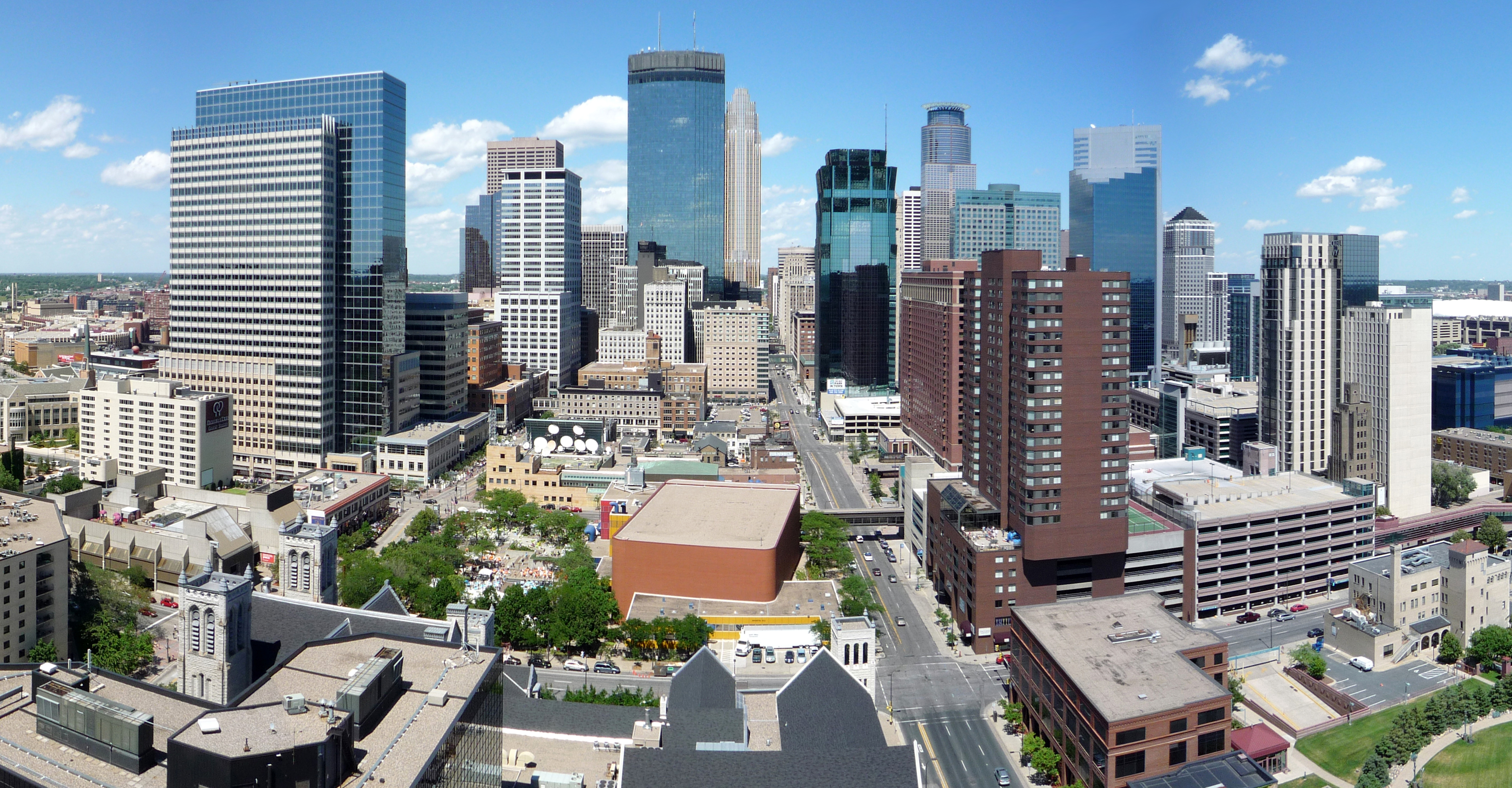
Minneapolis, die größte Stadt in Minnesota

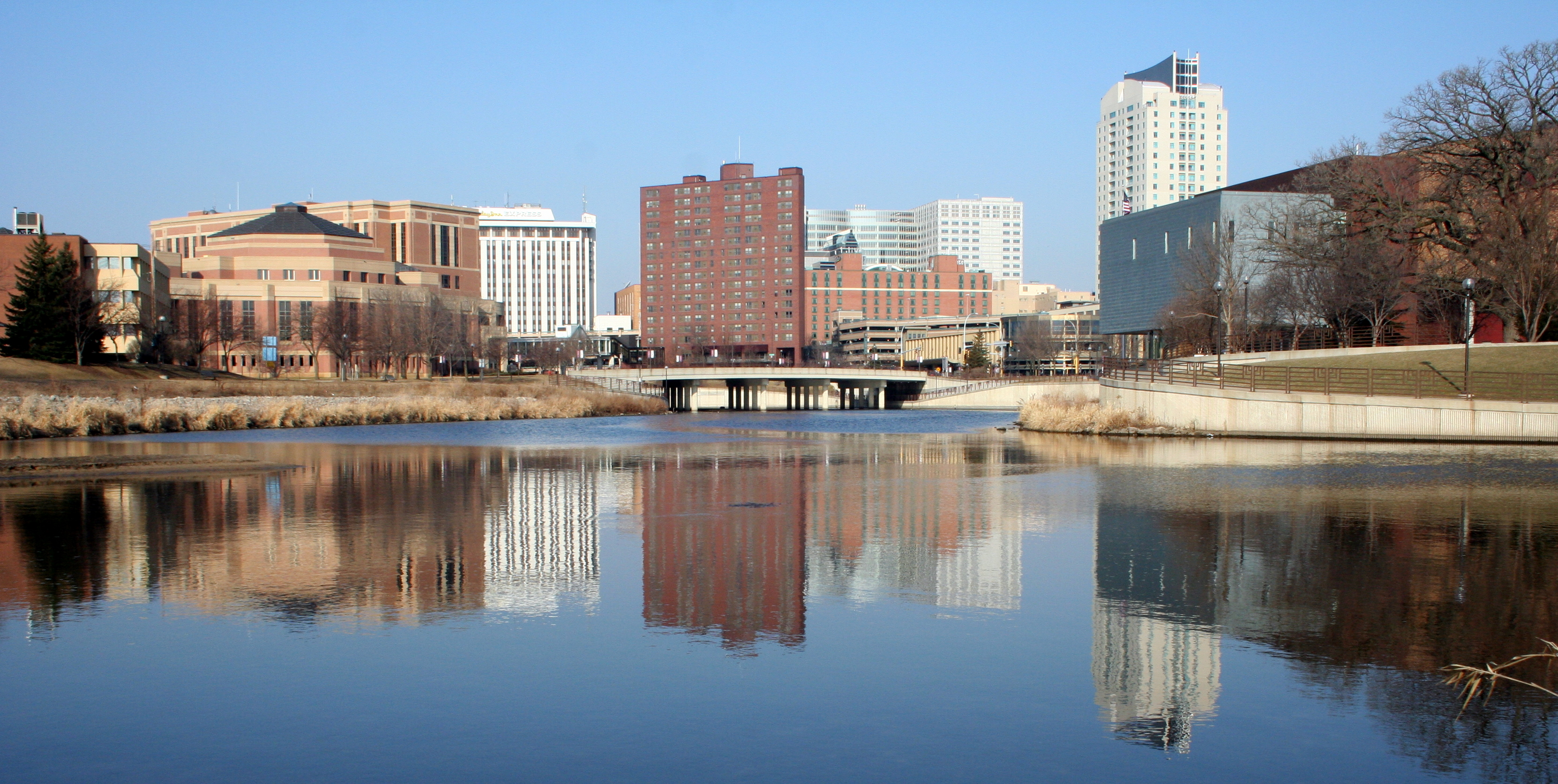
Rochester

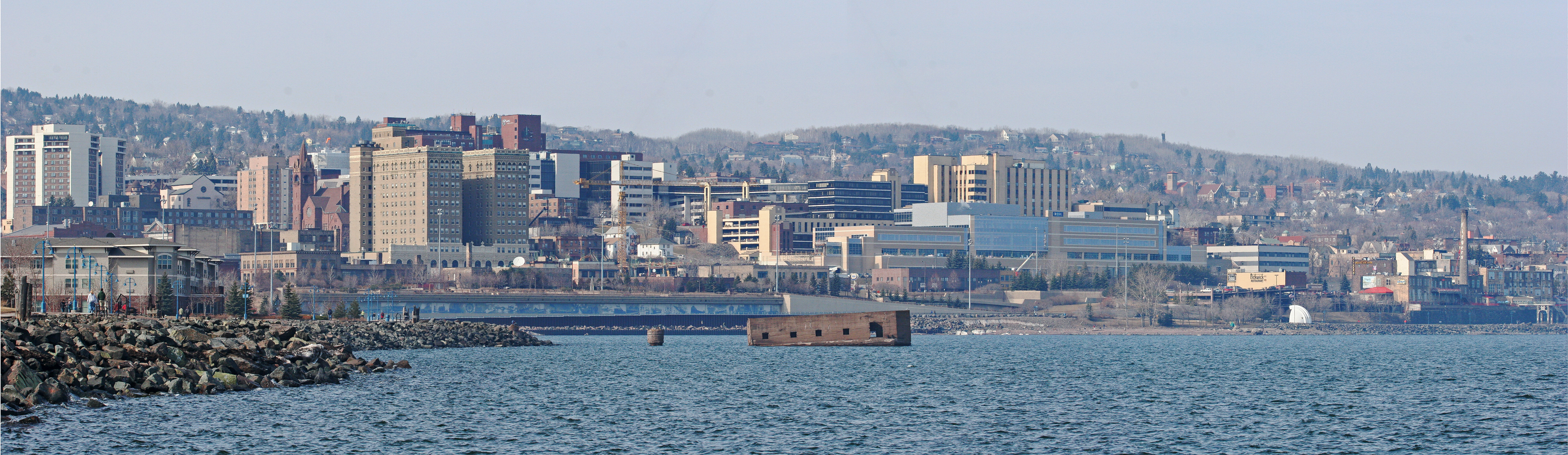
Duluth

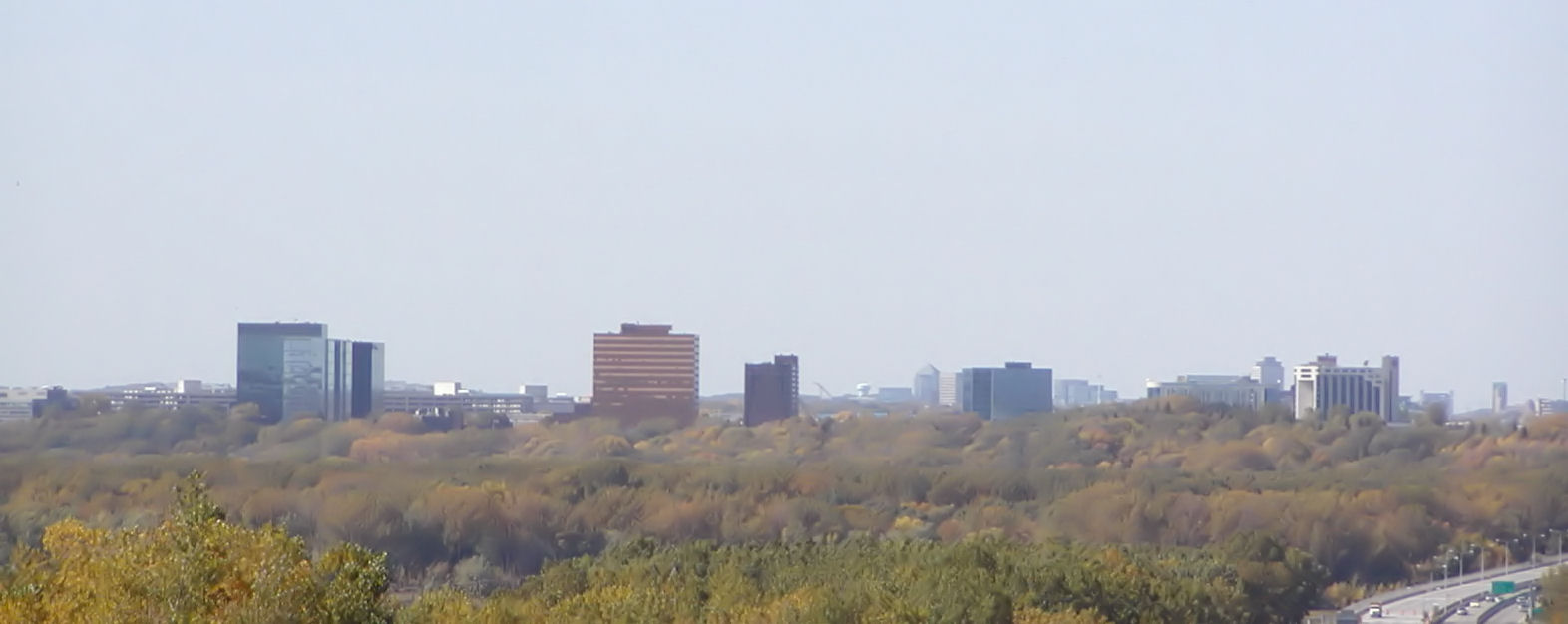
Bloomington

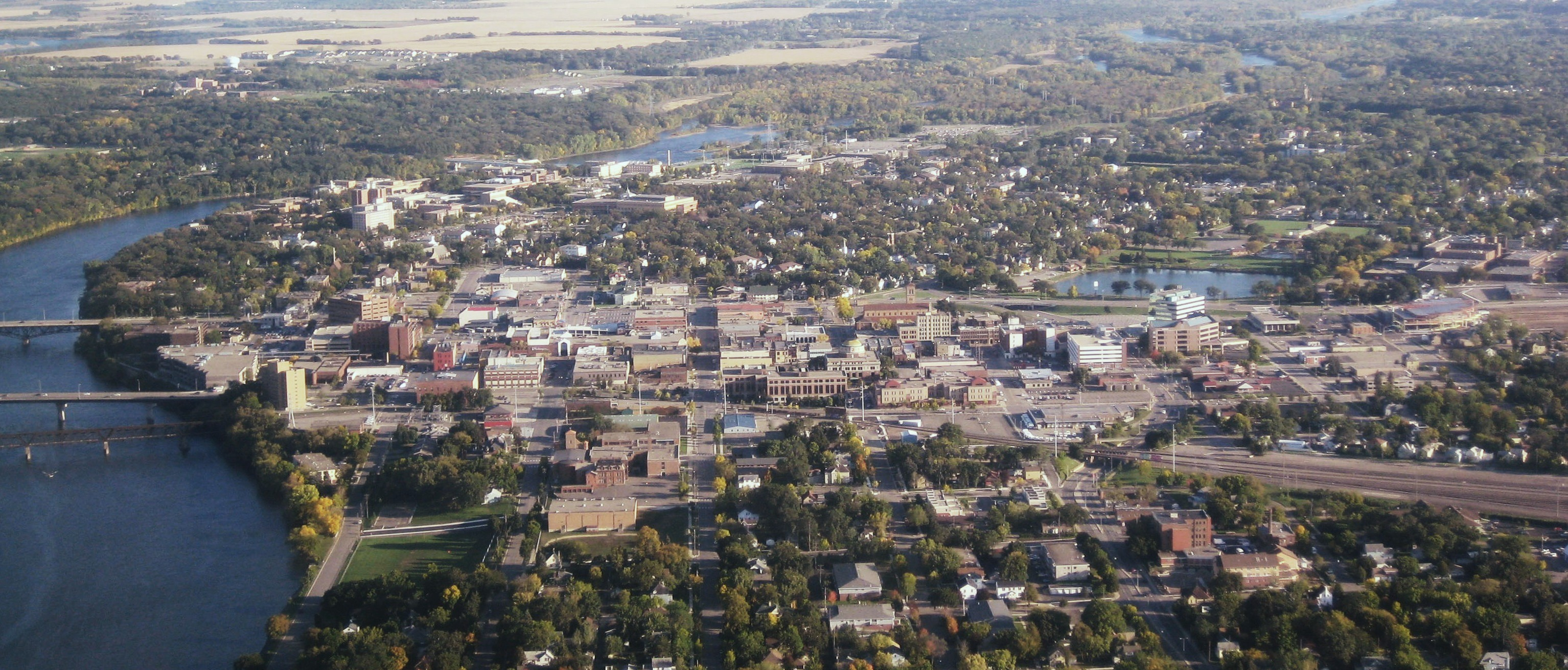
St. Cloud

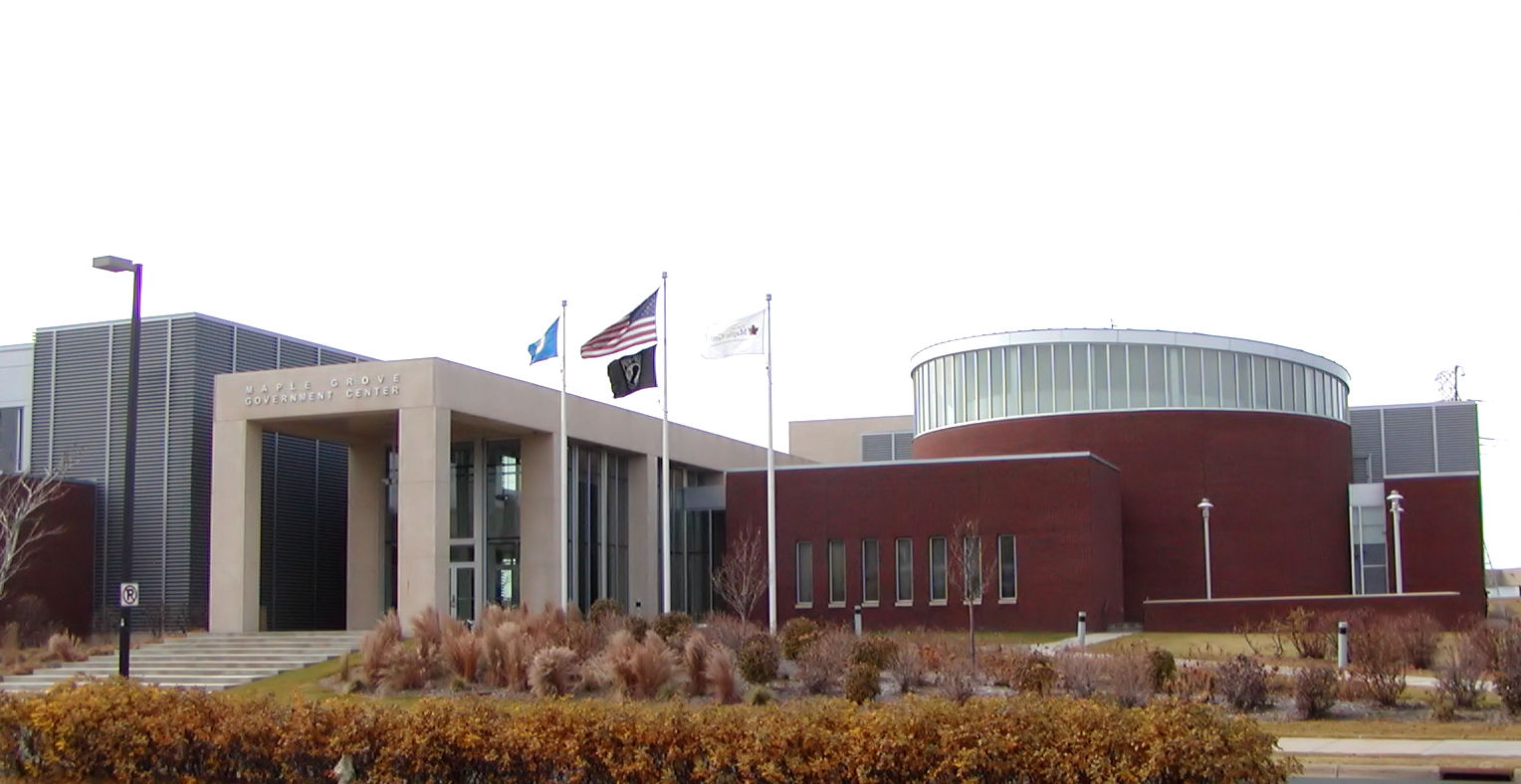
Maple Grove

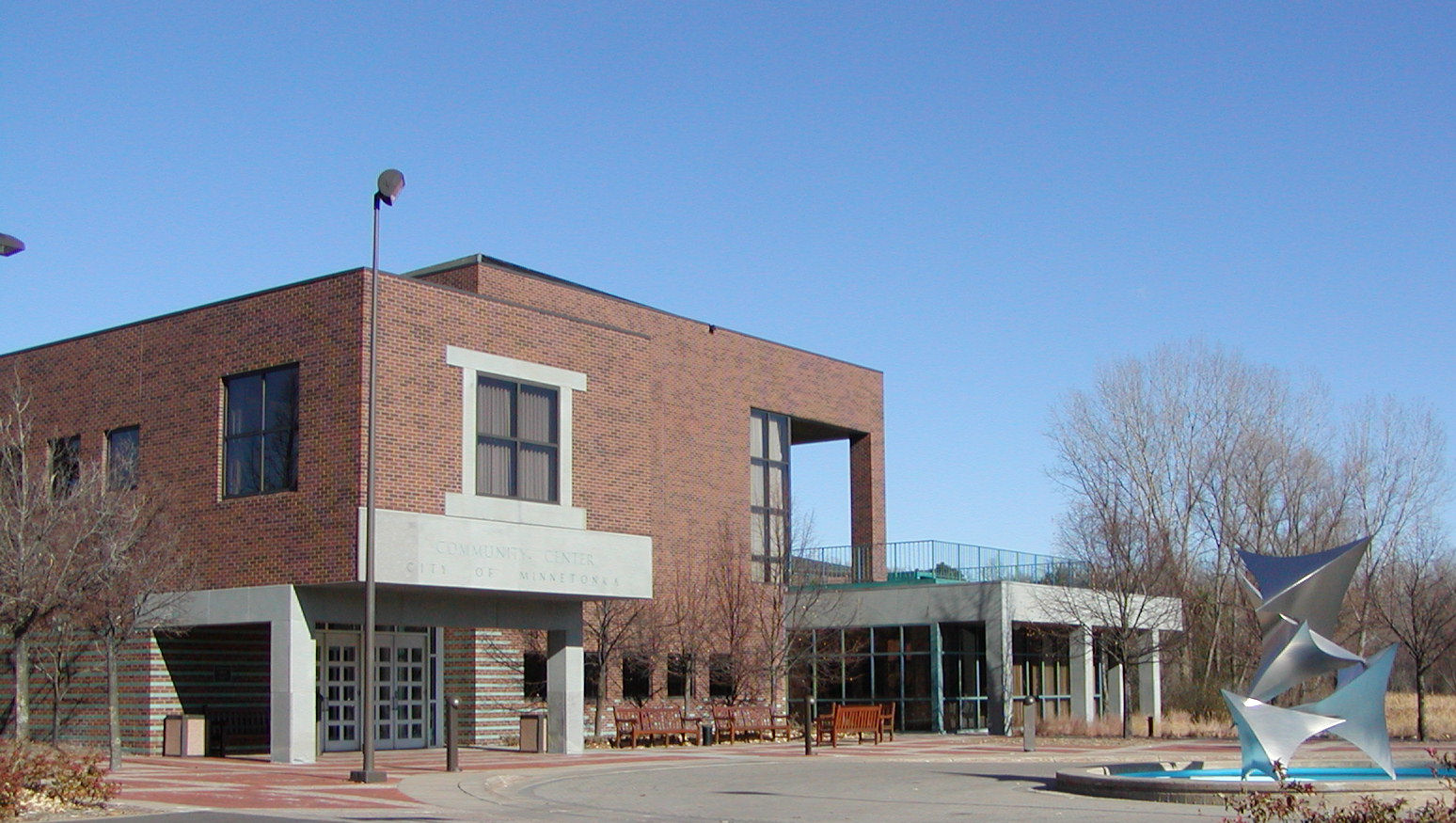
Minnetonka

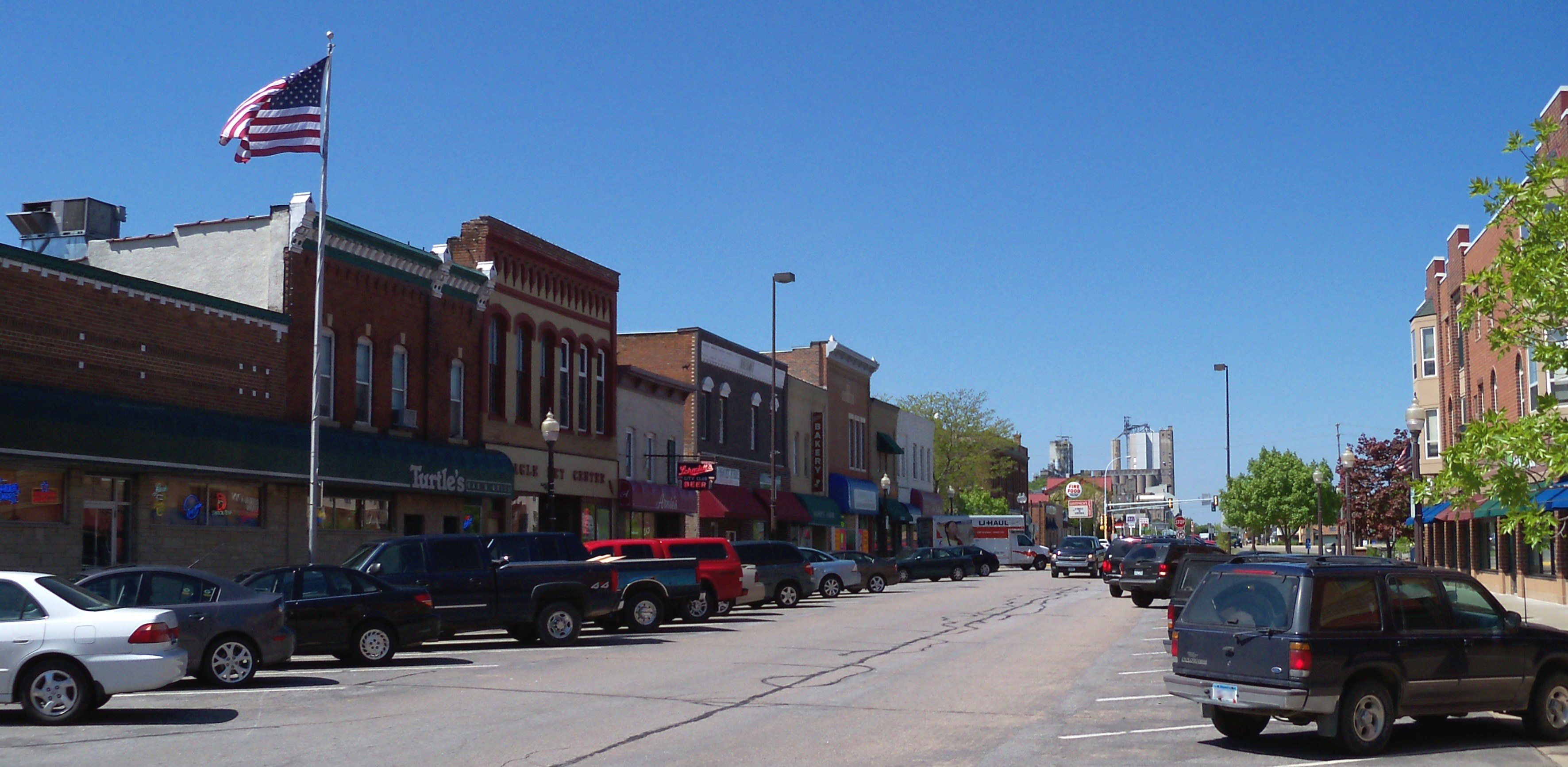
Shakopee

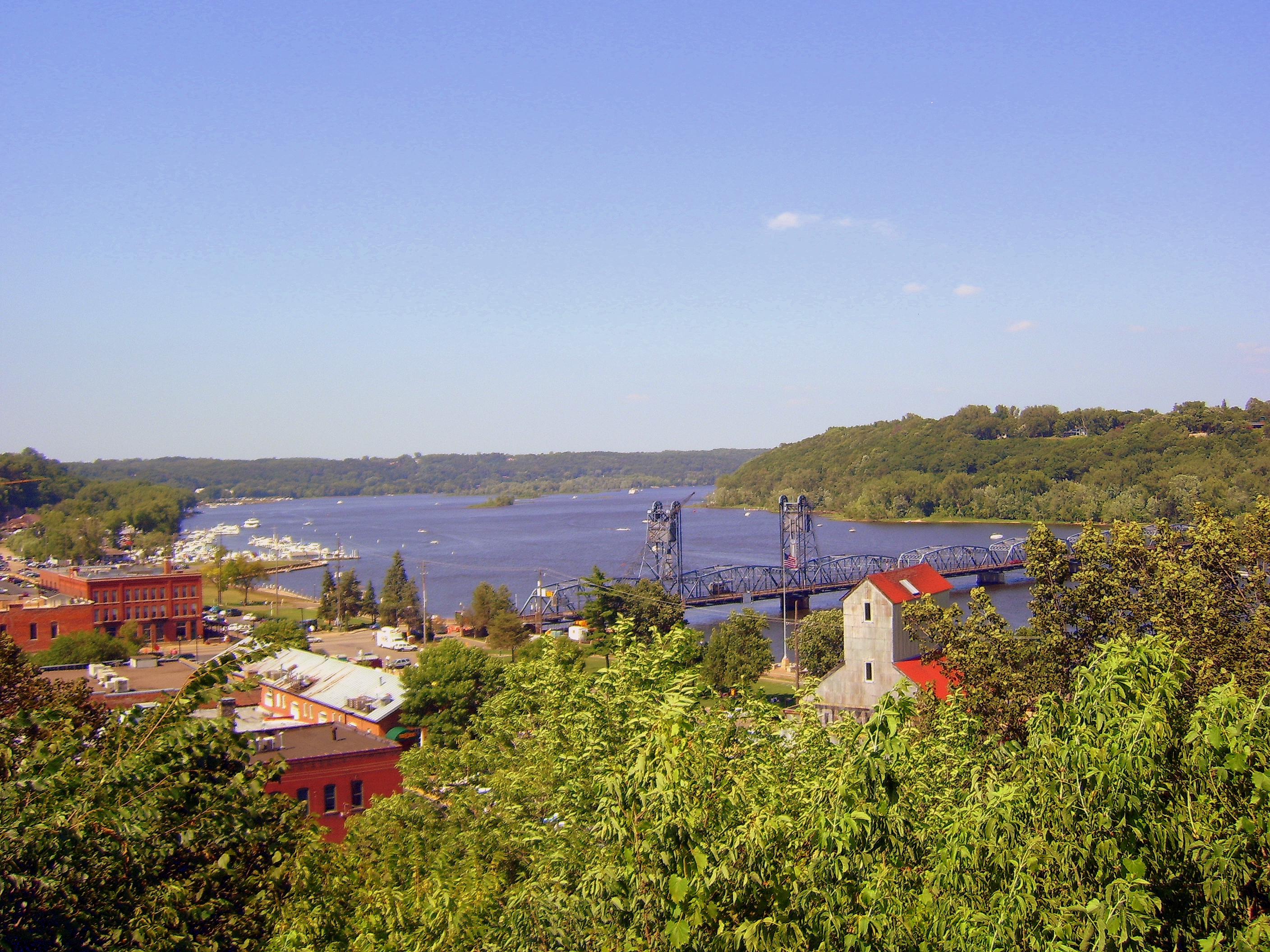
Stillwater

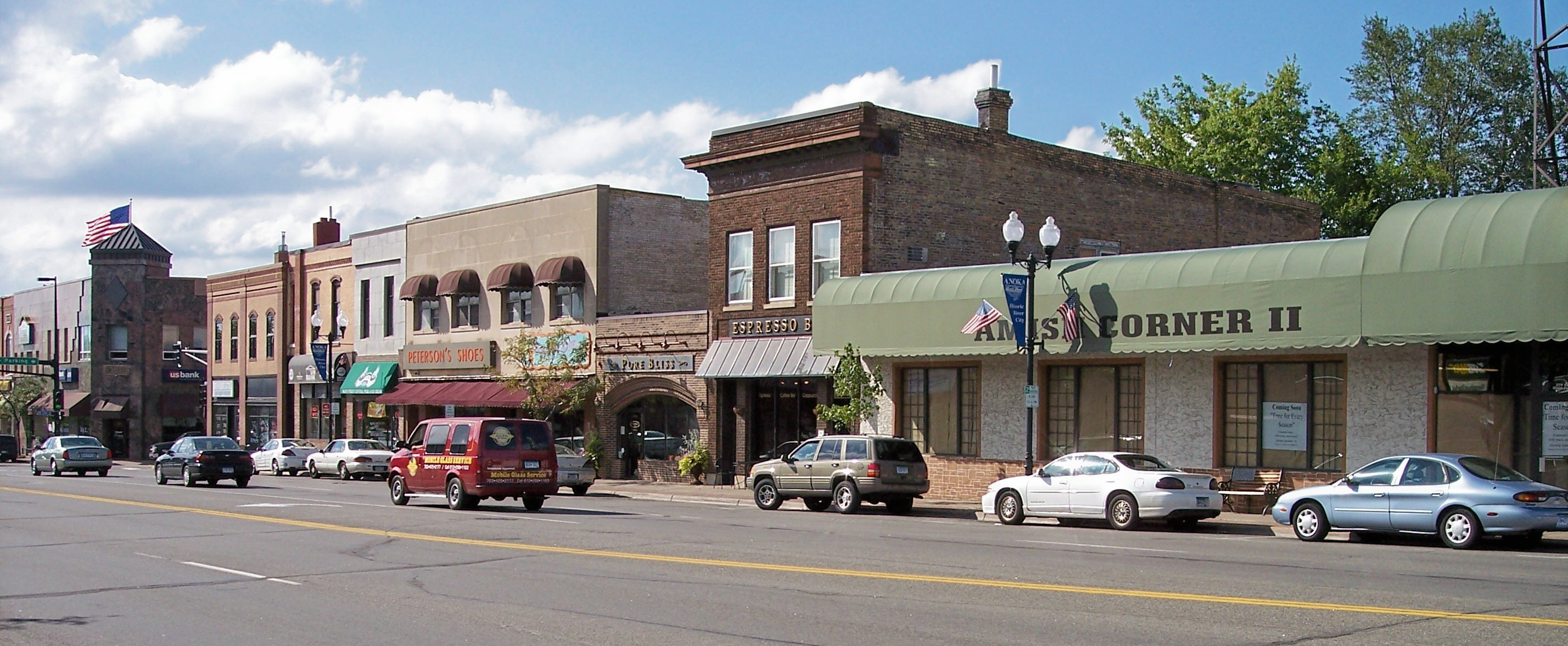
Anoka

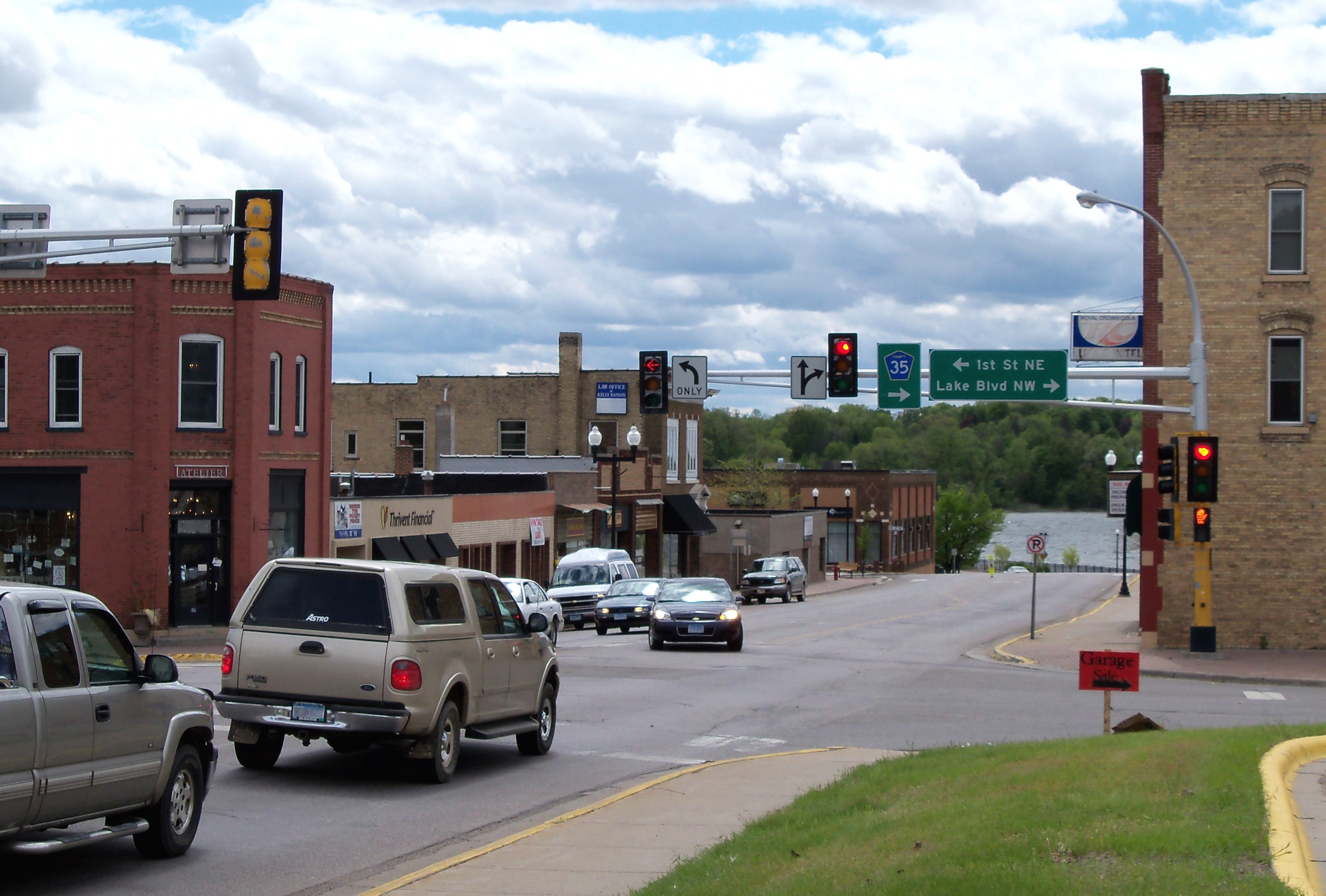
Buffalo

Die folgende Liste zeigt alle Kommunen und Siedlungen im US-Bundesstaat Minnesota. Sie enthält sowohl Citys (die einzige Form von selbstverwalteten Kommunen in Minnesota) als auch Census-designated places (CDP).
Die obere Tabelle enthält die Siedlungen (ausnahmslos mit dem Status „City“), die bei der Volkszählung im Jahr 2020 mehr als 10.000 Einwohner hatten. Zum Vergleich sind auch die Daten der vorherigen Volkszählung im Jahr 2000 und 2010 aufgeführt. Die Rangfolge entspricht den Zahlen von 2020.
| Rang (2020) | Ort                 | Einwohner 2020 | Einwohner 2010 | Einwohner 2000 | County(s)                      |
| ----------- | ------------------- | -------------- | -------------- | -------------- | ------------------------------ |
| 1           | Minneapolis         | 429.954        | 382.578        | 382.747        | Hennepin                       |
| 2           | Saint Paul          | 311.527        | 285.068        | 286.748        | Ramsey                         |
| 3           | Rochester           | 121.395        | 106.769        | 88.889         | Olmsted                        |
| 4           | Bloomington         | 89.987         | 82.893         | 85.172         | Hennepin                       |
| 5           | Duluth              | 86.697         | 86.265         | 86.319         | St. Louis                      |
| 6           | Brooklyn Park       | 86.478         | 75.781         | 67.388         | Hennepin                       |
| 7           | Plymouth            | 81.026         | 70.576         | 65.901         | Hennepin                       |
| 8           | Woodbury            | 75.102         | 61.961         | 46.461         | Washington                     |
| 9           | Maple Grove         | 70.253         | 61.567         | 50.365         | Hennepin                       |
| 10          | Blaine              | 70.222         | 57.186         | 45.014         | Anoka, Ramsey                  |
| 11          | Lakeville           | 69.490         | 55.954         | 43.128         | Dakota                         |
| 12          | St. Cloud           | 68.881         | 65.842         | 59.415         | Benton, Sherburne, Stearns     |
| 13          | Eagan               | 68.855         | 64.206         | 63.557         | Dakota                         |
| 14          | Burnsville          | 64.317         | 60.306         | 60.220         | Dakota                         |
| 15          | Eden Prairie        | 64.198         | 60.797         | 54.901         | Hennepin                       |
| 16          | Coon Rapids         | 63.599         | 61.476         | 61.607         | Anoka                          |
| 17          | Apple Valley        | 56.374         | 49.084         | 45.527         | Dakota                         |
| 18          | Minnetonka          | 53.781         | 49.734         | 51.102         | Hennepin                       |
| 19          | Edina               | 53.494         | 47.941         | 47.423         | Hennepin                       |
| 20          | St. Louis Park      | 50.010         | 45.250         | 44.102         | Hennepin                       |
| 21          | Moorhead            | 44.505         | 38.065         | 32.432         | Clay                           |
| 22          | Mankato             | 44.488         | 39.309         | 32.566         | Blue Earth, Le Sueur, Nicollet |
| 23          | Shakopee            | 43.698         | 37.076         | 20.582         | Scott                          |
| 24          | Maplewood           | 42.088         | 38.018         | 35.339         | Ramsey                         |
| 25          | Cottage Grove       | 38.839         | 34.589         | 30.582         | Washington                     |
| 26          | Richfield           | 36.994         | 35.228         | 34.310         | Hennepin                       |
| 27          | Roseville           | 36.254         | 33.660         | 33.690         | Ramsey                         |
| 28          | Inver Grove Heights | 35.801         | 33.880         | 29.745         | Dakota                         |
| 29          | Brooklyn Center     | 33.782         | 30.104         | 29.153         | Hennepin                       |
| 30          | Andover             | 32.601         | 30.598         | 26.586         | Anoka                          |
| 31          | Savage              | 32.465         | 26.911         | 21.115         | Scott                          |
| 32          | Fridley             | 29.590         | 27.208         | 27.449         | Anoka                          |
| 33          | Oakdale             | 28.303         | 27.378         | 26.651         | Washington                     |
| 34          | Chaska              | 27.810         | 23.770         | 17.607         | Carver                         |
| 35          | Ramsey              | 27.646         | 23.668         | 18.508         | Anoka                          |
| 36          | Prior Lake          | 27.617         | 22.796         | 16.130         | Scott                          |
| 37          | Shoreview           | 26.921         | 25.043         | 25.924         | Ramsey                         |
| 38          | Owatonna            | 26.420         | 25.599         | 22.512         | Steele                         |
| 39          | Austin              | 26.174         | 24.718         | 23.503         | Mower                          |
| 40          | Winona              | 25.948         | 27.592         | 27.097         | Winona                         |
| 41          | Chanhassen          | 25.947         | 22.952         | 20.321         | Carver, Hennepin               |
| 42          | Elk River           | 25.835         | 22.974         | 16.456         | Sherburne                      |
| 43          | Rosemount           | 25.650         | 21.874         | 14.619         | Dakota                         |
| 44          | White Bear Lake     | 24.883         | 23.797         | 24.322         | Ramsey, Washington             |
| 45          | Faribault           | 24.453         | 23.352         | 20.921         | Rice                           |
| 46          | Champlin            | 23.919         | 23.089         | 22.193         | Hennepin                       |
| 47          | Farmington          | 23.632         | 21.086         | 12.456         | Dakota                         |
| 48          | New Brighton        | 23.454         | 21.456         | 22.206         | Ramsey                         |
| 49          | Crystal             | 23.330         | 22.151         | 22.701         | Hennepin                       |
| 50          | Golden Valley       | 22.552         | 20.371         | 20.281         | Hennepin                       |
| 51          | Hastings            | 22.154         | 22.172         | 18.219         | Dakota, Washington             |
| 52          | New Hope            | 21.986         | 20.339         | 20.870         | Hennepin                       |
| 53          | Columbia Heights    | 21.973         | 19.496         | 18.520         | Anoka                          |
| 54          | Lino Lakes          | 21.399         | 20.216         | 16.793         | Anoka                          |
| 55          | Willmar             | 21.015         | 19.610         | 18.508         | Kandiyohi                      |
| 56          | Northfield          | 20.790         | 20.007         | 17.169         | Dakota, Rice                   |
| 57          | South St. Paul      | 20.759         | 20.160         | 20.173         | Dakota County                  |
| 58          | West St. Paul       | 20.615         | 19.540         | 19.405         | Dakota County                  |
| 59          | Forest Lake         | 20.611         | 18.375         | 14.441         | Washington                     |
| 60          | Otsego              | 19.966         | 13.571         | 6.382          | Wright                         |
| 61          | Stillwater          | 19.394         | 18.225         | 15.483         | Washington                     |
| 62          | Sartell             | 19.351         | 15.876         | 9,765          | Benton, Stearns                |
| 63          | Hopkins             | 19.079         | 17.591         | 17.367         | Hennepin                       |
| 64          | Albert Lea          | 18.492         | 18.016         | 18.484         | Freeborn                       |
| 65          | St. Michael         | 18.235         | 16.399         | 9.100          | Wright                         |
| 66          | Anoka               | 17.921         | 17.142         | 18.076         | Anoka                          |
| 67          | Red Wing            | 16.547         | 16.459         | 16.115         | Goodhue                        |
| 68          | Ham Lake            | 16.464         | 15.296         | 12.714         | Anoka                          |
| 69          | Hibbing             | 16.214         | 16.361         | 17.075         | St. Louis                      |
| 70          | Buffalo             | 16.168         | 15.453         | 10.165         | Wright                         |
| 71          | Hugo                | 15.766         | 13.332         | 6.363          | Washington                     |
| 72          | Robbinsdale         | 14.646         | 13.953         | 14.142         | Hennepin                       |
| 73          | Hutchinson          | 14.599         | 14.178         | 13.229         | McLeod                         |
| 74          | Bemidji             | 14.574         | 13.431         | 12.209         | Beltrami                       |
| 75          | Monticello          | 14.455         | 12.759         | 8.554          | Wright                         |
| 76          | Brainerd            | 14.395         | 13.590         | 13.681         | Crow Wing                      |
| 77          | Alexandria          | 14.335         | 11.070         | 10.463         | Douglas                        |
| 78          | North Mankato       | 14.275         | 13.394         | 11.827         | Nicollet                       |
| 79          | New Ulm             | 14.120         | 13.522         | 13.615         | Brown                          |
| 80          | Fergus Falls        | 14.119         | 13.138         | 13.689         | Otter Tail                     |
| 81          | Worthington         | 13.947         | 12.764         | 11.283         | Nobles                         |
| 82          | Sauk Rapids         | 13.862         | 12.773         | 10.376         | Benton                         |
| 83          | Marshall            | 13.628         | 13.680         | 12.770         | Lyon                           |
| 84          | Rogers              | 13.628         | 11.197         | 6.041          | Hennepin                       |
| 85          | Mounds View         | 13.249         | 12.155         | 12.759         | Ramsey                         |
| 86          | Waconia             | 13.033         | 10.697         | 6.862          | Carver                         |
| 87          | Vadnais Heights     | 12.912         | 12.302         | 13.040         | Ramsey                         |
| 88          | Cloquet             | 12.568         | 12.124         | 11.204         | Carlton                        |
| 89          | North St. Paul      | 12.364         | 11.460         | 11.897         | Ramsey                         |
| 90          | Saint Peter         | 12.066         | 11.196         | 9.818          | Nicollet                       |
| 91          | East Bethel         | 11.786         | 11.626         | 10.941         | Anoka                          |
| 92          | Mendota Heights     | 11.744         | 11.071         | 11.434         | Dakota                         |
| 93          | Big Lake            | 11.686         | 10.060         | 6.122          | Sherburne                      |
| 94          | Lake Elmo           | 11.335         | 8.051          | 6.865          | Washington                     |
| 95          | Grand Rapids        | 11.126         | 10.869         | 9.590          | Itasca                         |
| 96          | Little Canada       | 10.819         | 9.777          | 9.813          | Ramsey                         |
| 97          | North Branch        | 10.787         | 10.125         | 8.023          | Chisago                        |
| 98          | Victoria            | 10.546         | 7.399          | 4.066          | Carver                         |
| 99          | Fairmont            | 10.487         | 10.666         | 10.901         | Martin                         |
| 100         | Hermantown          | 10.221         | 9.413          | 8.050          | St. Louis                      |

Weitere Siedlungen in Minnesota in alphabetischer Reihenfolge:

## A
- Ada
- Adams
- Adrian
- Afton
- Aitkin
- Akeley
- Albany
- Alberta
- Albertville
- Alden
- Aldrich
- Alpha
- Altura
- Alvarado
- Amboy
- Annandale
- Appleton
- Arco
- Arden Hills
- Argyle
- Arlington
- Arnold
- Ashby
- Askov
- Atwater
- Audubon
- Aurora
- Avoca
- Avon

## B
- Babbitt
- Backus
- Badger
- Bagley
- Balaton
- Barnesville
- Barnum
- Barrett
- Barry
- Battle Lake
- Baudette
- Baxter
- Bayport
- Beardsley
- Beaver Bay
- Beaver Creek
- Becker
- Bejou
- Belgrade
- Bellechester
- Belle Plaine
- Bellingham
- Beltrami
- Belview
- Bena
- Benson
- Bertha
- Bethel
- Bigelow
- Big Falls
- Bigfork
- Bingham Lake
- Birchwood Village
- Bird Island
- Biscay
- Biwabik
- Blackduck
- Blomkest
- Blooming Prairie
- Blue Earth
- Bluffton
- Bock
- Borup
- Bovey
- Bowlus
- Boyd
- Boy River
- Braham
- Brandon
- Breckenridge
- Breezy Point
- Brewster
- Bricelyn
- Brook Park
- Brooks
- Brookston
- Brooten
- Browerville
- Brownsdale
- Browns Valley
- Brownsville
- Brownton
- Bruno
- Buckman
- Buffalo Lake
- Buhl
- Burtrum
- Butterfield
- Byron

## C
- Caledonia
- Callaway
- Calumet
- Cambridge
- Campbell
- Canby
- Cannon Falls
- Canton
- Carlos
- Carlton
- Carver
- Cass Lake
- Cedar Mills
- Center City
- Centerville
- Ceylon
- Chandler
- Chatfield
- Chickamaw Beach
- Chisago City
- Chisholm
- Chokio
- Circle Pines
- Clara City
- Claremont
- Clarissa
- Clarkfield
- Clarks Grove
- Clearbrook
- Clear Lake
- Clearwater
- Clements
- Cleveland
- Climax
- Clinton
- Clitherall
- Clontarf
- Coates
- Cobden
- Cohasset
- Cokato
- Cold Spring
- Coleraine
- Cologne
- Columbus
- Comfrey
- Comstock
- Conger
- Cook
- Corcoran
- Corell
- Cosmos
- Cottonwood
- Courtland
- Cromwell
- Crookston
- Crosby
- Crosslake
- Currie
- Cuyuna
- Cyrus

## D
- Dakota
- Dalton
- Danube
- Danvers
- Darfur
- Darwin
- Dassel
- Dawson
- Dayton
- Dayton’s Bluff
- Deephaven
- Deer Creek
- Deer River
- Deerwood
- De Graff
- Delano
- Delavan
- Delhi
- Dellwood
- Denham
- Dennison
- Dent
- Detroit Lakes
- Dexter
- Dilworth
- Dodge Center
- Donaldson
- Donnelly
- Doran
- Dover
- Dovray
- Dumont
- Dundas
- Dundee
- Dunnell

## E
- Eagle Bend
- Eagle Lake
- East Grand Forks
- East Gull Lake
- Easton
- Echo
- Eden Valley
- Edgerton
- Effie
- Eitzen
- Elba
- Elbow Lake (Becker)
- Elbow Lake (Grant)
- Elgin
- Elizabeth
- Elko New Market
- Elkton
- Ellendale
- Ellsworth
- Elmdale
- Elmore
- Elrosa
- Ely
- Elysian
- Emily
- Emmons
- Erhard
- Erskine
- Esko
- Evan
- Evansville
- Eveleth
- Excelsior
- Eyota

## F
- Fairfax
- Falcon Heights
- Farwell
- Federal Dam
- Felton
- Fertile
- Fifty Lakes
- Finland
- Finlayson
- Fisher
- Flensburg
- Floodwood
- Florence
- Foley
- Forada
- Foreston
- Fort Ripley
- Fosston
- Fountain
- Foxhome
- Franklin
- Frazee
- Freeborn
- Freeport
- Frost
- Fulda
- Funkley

## G
- Garfield
- Garrison
- Garvin
- Gary
- Gaylord
- Gem Lake
- Geneva
- Genola
- Georgetown
- Ghent
- Gibbon
- Gilbert
- Gilman
- Glencoe
- Glenville
- Glenwood
- Glyndon
- Gonvick
- Goodhue
- Goodridge
- Good Thunder
- Goodview
- Graceville
- Granada
- Grand Marais
- Grand Meadow
- Granite Falls
- Grant
- Grasston
- Greenbush
- Greenfield
- Green Isle
- Greenwald
- Greenwood
- Grey Eagle
- Grove City
- Grygla
- Gully

## H
- Hackensack
- Hadley
- Hallock
- Halma
- Halstad
- Hamburg
- Hammond
- Hampton
- Hancock
- Hanley Falls
- Hanover
- Hanska
- Harding
- Hardwick
- Harmony
- Harris
- Hartland
- Hatfield
- Hawley
- Hayfield
- Hayward
- Hazel Run
- Hector
- Heidelberg
- Henderson
- Hendricks
- Hendrum
- Henning
- Henriette
- Herman
- Heron Lake
- Hewitt
- Hill City
- Hillman
- Hills
- Hilltop
- Hinckley
- Hitterdal
- Hoffman
- Hokah
- Holdingford
- Holland
- Hollandale
- Holloway
- Holt
- Houston
- Howard Lake
- Hoyt Lakes
- Humboldt

## I
- Ihlen
- Independence
- International Falls
- Iona
- Iron Junction
- Ironton
- Isanti
- Isle
- Ivanhoe

## J
- Jackson
- Janesville
- Jasper
- Jeffers
- Jenkins
- Johnson
- Jordan

## K
- Kandiyohi
- Karlstad
- Kasota
- Kasson
- Keewatin
- Kelliher
- Kellogg
- Kennedy
- Kenneth
- Kensington
- Kent
- Kenyon
- Kerkhoven
- Kerrick
- Kettle River
- Kiester
- Kilkenny
- Kimball
- Kinbrae
- Kingston
- Kinney

## L
- La Crescent
- Lafayette
- Lake Benton
- Lake Bronson
- Lake City
- Lake Crystal
- Lakefield
- Lake George
- Lake Henry
- Lakeland
- Lakeland Shores
- Lake Lillian
- Lake Park
- Lake St. Croix Beach
- Lake Shore
- Lake Wilson
- Lamberton
- Lancaster
- Landfall
- Lanesboro
- Laporte
- La Prairie
- La Salle
- Lastrup
- Lauderdale
- Le Center
- Lengby
- Leonard
- Leonidas
- Le Roy
- Lester Prairie
- Le Sueur
- Lewiston
- Lewisville
- Lexington
- Lilydale
- Lindstrom
- Lismore
- Litchfield
- Little Falls
- Little Rock
- Littlefork
- Long Beach
- Long Lake
- Long Prairie
- Longville
- Lonsdale
- Loretto
- Louisburg
- Lowry
- Lucan
- Lutsen
- Luverne
- Lyle
- Lynd

## M
- Mabel
- McGrath
- McGregor
- McIntosh
- McKinley
- Madelia
- Madison
- Madison Lake
- Magnolia
- Mahnomen
- Mahtomedi
- Manchester
- Manhattan Beach
- Mantorville
- Maple Lake
- Maple Plain
- Mapleton
- Mapleview
- Marble
- Marietta
- Marine on St. Croix
- Mayer
- Maynard
- Mazeppa
- Meadowlands
- Medford
- Medicine Lake
- Medina
- Meire Grove
- Melrose
- Menahga
- Mendota
- Mentor
- Middle River
- Miesville
- Milaca
- Milan
- Millerville
- Millville
- Milroy
- Miltona
- Minneiska
- Minneota
- Minnesota City
- Minnesota Lake
- Minnetonka Beach
- Minnetrista
- Mizpah
- Moland
- Montevideo
- Montgomery
- Montrose
- Moose Lake
- Mora
- Morgan
- Morris
- Morristown
- Morton
- Motley
- Mound
- Mountain Iron
- Mountain Lake
- Murdock
- Myrtle

## N
- Nashua
- Nashwauk
- Nassau
- Naytahwaush
- Nelson
- Nerstrand
- Nevis
- New Auburn
- Newfolden
- New Germany
- New London
- New Munich
- Newport
- New Prague
- New Richland
- New Trier
- New York Mills
- Nicollet
- Nielsville
- Nimrod
- Nisswa
- Norcross
- North Oaks
- Northome
- Northrop
- Norwood Young America

## O
- Oak Grove
- Oak Park Heights
- Oakport
- Odessa
- Odin
- Ogema
- Ogilvie
- Okabena
- Oklee
- Olivia
- Onamia
- Ormsby
- Orono
- Oronoco
- Orr
- Ortonville
- Osakis
- Oslo
- Osseo
- Ostrander
- Ottertail

## P
- Palisade
- Parkers Prairie
- Park Rapids
- Paynesville
- Pease
- Pelican Rapids
- Pemberton
- Pennock
- Pequot Lakes
- Perham
- Perley
- Peterson
- Pierz
- Pillager
- Pine City
- Pine Island
- Pine River
- Pine Springs
- Pipestone
- Plainview
- Plato
- Pleasant Lake
- Plummer
- Porter
- Preston
- Princeton
- Prinsburg
- Proctor

## Q
- Quamba

## R
- Racine
- Randall
- Randolph
- Ranier
- Raymond
- Redby
- Red Lake
- Red Lake Falls
- Redwood Falls
- Regal
- Remer
- Renville
- Revere
- Rice
- Richmond
- Richville
- Riverton
- Rock Creek
- Rockford
- Rockville
- Rollingstone
- Ronneby
- Roosevelt
- Roscoe
- Roseau
- Rose Creek
- Rothsay
- Round Lake
- Royalton
- Rush City
- Rushford
- Rushford Village
- Rushmore
- Russell
- Ruthton
- Rutledge

## S
- Sabin
- Sacred Heart
- St. Anthony
- Saint Anthony Village
- St. Augusta
- St. Bonifacius
- St. Charles
- St. Clair
- St. Francis
- St. Hilaire
- St. James
- St. Joseph
- St. Leo
- St. Martin
- St. Marys Point
- St. Paul Park
- St. Rosa
- St. Stephen
- St. Vincent
- Sanborn
- Sandstone
- Sargeant
- Sauk Centre
- Scandia
- Scanlon
- Seaforth
- Sebeka
- Sedan
- Shafer
- Shelly
- Sherburn
- Shevlin
- Shorewood
- Silver Bay
- Silver Lake
- Skyline
- Slayton
- Sleepy Eye
- Sobieski
- Solway
- South Haven
- Spicer
- Springfield
- Spring Grove
- Spring Hill
- Spring Lake Park
- Spring Park
- Spring Valley
- Squaw Lake
- Stacy
- Stanchfield
- Staples
- Starbuck
- Steen
- Stephen
- Stewart
- Stewartville
- Stockton
- Storden
- Strandquist
- Strathcona
- Sturgeon Lake
- Sunburg
- Sunfish Lake
- Swanville

## T
- Taconite
- Tamarack
- Taopi
- Taunton
- Taylors Falls
- Tenney
- Tenstrike
- The Lakes
- Thief River Falls
- Thomson
- Tintah
- Tonka Bay
- Tower
- Tracy
- Trail
- Trimont
- Trommald
- Trosky
- Truman
- Turtle River
- Twin Lakes
- Twin Valley
- Two Harbors
- Tyler

## U
- Ulen
- Underwood
- Upsala
- Urbank
- Utica

## V
- Vergas
- Vermillion
- Verndale
- Vernon Center
- Vesta
- Viking
- Villard
- Vineland
- Vining
- Virginia

## W
- Wabasha
- Wabasso
- Wadena
- Wahkon
- Waite Park
- Waldorf
- Walker
- Walnut Grove
- Walters
- Waltham
- Wanamingo
- Wanda
- Warba
- Warren
- Warroad
- Warsaw
- Waseca
- Watertown
- Waterville
- Watkins
- Watson
- Waubun
- Waverly
- Wayzata
- Welcome
- Wells
- Wendell
- Westbrook
- West Concord
- Westport
- West Union
- Whalan
- Wheaton
- White Earth
- Wilder
- Willernie
- Williams
- Willow River
- Wilmont
- Wilton
- Windom
- Winger
- Winnebago
- Winsted
- Winthrop
- Winton
- Wolf Lake
- Wolverton
- Wood Lake
- Woodland
- Woodstock
- Wrenshall
- Wright
- Wykoff
- Wyoming

## Z
- Zemple
- Zimmerman
- Zumbro Falls
- Zumbrota